# 第一世噶瑪巴·杜松虔巴

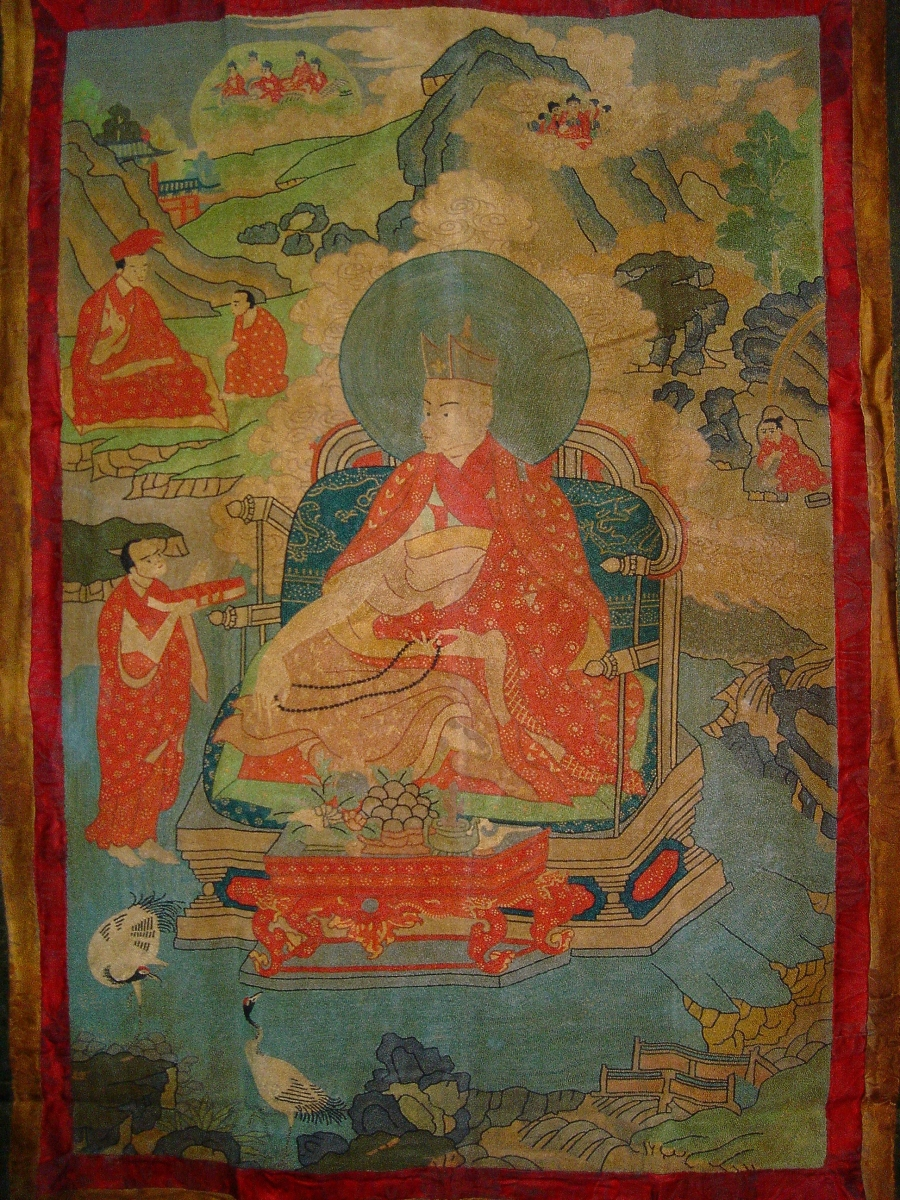
大寶法王杜松虔巴刺繡唐卡

杜松虔巴（藏語：དུས་གསུམ་མཁྱེན་པ་，威利转写：dus gsum mkhyen pa，藏语拼音：Düsum Khyenpa；1110年—1193年），生於藏東康省崔休，為第一世噶瑪巴，是藏傳佛教噶舉派最高宗教領袖，建立歷代噶瑪巴駐錫的祖普寺。

## 生平
杜松虔巴相傳他能夠知曉過去、現在、未來三世，而「三世」的藏語稱為「杜松」，「知曉」的藏語稱為「虔巴」，所以後人稱他杜松虔巴（又譯都松欽巴），意思就是「知曉三世之人」，亦即「知三世」。杜松虔巴生於藏曆金虎年（西元1110年）藏東康省崔休的拉達村。父親是修行大威德金剛法的瑜珈士貢巴多傑恭，母親則是名瑜珈女岡恰明敦。杜松虔巴自小就自父親處領受了一髮母的心咒，在十一歲時就完成了修行儀軌。後從賈嘎拜羅喇嘛修習瑪哈噶拉的儀軌。十六歲時自堪布卻吉喇嘛和卻巴卻吉辛格處受戒，並且領受一個新的法名－卻吉達巴。杜松虔巴迅速地通曉上樂金剛儀軌後，十八歲時改至頭瓏向格西賈瑪哇學法，成為他的弟子，學習了彌勒菩薩的教導及有關般若根(Prajna—mula)的教法。
之後杜松虔巴遇見了格西札拉瓦，學習了噶當派的教法，著名譯師帕擦寧瑪創巴喇嘛則教導他龍樹六論，杜松虔巴圓滿教法，並在定中見到彌勒菩薩，並接受了五項秘密灌頂。二十歲時，杜松虔巴受俱足戒成為俱足比丘，成為堪布馬都欽與樂洛依喜羅竹座下弟子，杜松虔巴在這兩位教師座下學習律藏。　　　　　
後來杜松虔巴參訪努賈寺，遇見上師帕佳洛巴，習得時輪金剛儀軌與瑪哈噶拉卡穆卡的教法。三十歲時，杜松虔巴到達波地方時，拜訪了貢楚上師與夏帕林巴上師，並習得大瑜珈女密續，並親見白度母。隨後杜松虔巴前往達拉岡波寺，遇見根本上師岡波巴。杜松虔巴自岡波巴處受戒，並學習噶當派的拉林教法，岡波巴亦自言曾於禪定中見過杜松虔巴。不久，杜松虔巴接受喜金剛灌頂，修習拙火亦頗有進展，且已有住心一處之能，是岡波巴的弟子們之中禪定功夫最卓越的。
之後杜松虔巴從密勒日巴的弟子惹瓊巴處學習了那洛巴的那洛六法和梅紀巴的其他教法，隨後奉岡波巴的指示，待在里沃奇的一處洞穴修行，花了十四個月的時間練習禪定並成就拙火，之後又回到了岡波巴的住所繼續修習，於是在六個月後完全證悟。
岡波巴和來自喀什米爾的薩迦師利喇嘛和商喇嘛，根據禪定王經記載，認定杜松虔巴即是經裡提及佛陀授記在他圓寂後不斷以轉世的方法傳播佛教的噶瑪巴。遵循岡波巴的指示，杜松虔巴行遍全藏傳法。之後聽到了上師圓寂的消息趕回岡波寺。在當時杜松虔巴修了一座法祈求噶舉派傳承興盛。並在儀式中向弟子表示他將於八十四歲那年圓寂。
杜松虔巴在他五十六歲那年於康省丹薩地方(現為理塘地區)建造了冷古寺(藏語稱崗波丹薩寺)。此名源自新的每次噶瑪巴化身降世，巨石上便會出現的藏文噶字。丹薩寺竣工後，杜松虔巴修習光明瑜珈時親見十五位空行母與度母壇城。後來到達錫蘭的辛嘎拉亦受到成就者伐遮岡塔‧赫魯嘎更高深的上樂金剛灌頂。之後他前往天界拜見彌勒菩薩，並接受彌勒菩薩許多重要的教法。
七十四歲那年，杜松虔巴前往康省的止歐建立康瑪寺。然後再前往噶瑪貢建立了噶瑪貢寺。之後為了完成岡波巴遺願，噶瑪巴重新建造達拉岡波寺。最後杜松虔巴前往楚布建立祖普寺，祖普寺也成為歷代噶瑪巴的主要駐錫地。
杜松虔巴命弟子佐貢仁欽保存預言他下一世轉世的資訊，並言及當時已經有多位化身和杜松虔巴同時存在。杜松虔巴去世前一年，岡波丹薩的巨石上又出現了噶字母，然後杜松虔巴於藏曆水牛年（西元１１９３年）以八十四高齡圓寂。

## 主要弟子
- 德瓊桑傑巴：他以準確的預言聞名。
- 巴察綽得哇：他以神通著稱。
- 卓貢仁欽：他是名相當優秀的精神導師。
- 邱巴吉殿桑貢：止貢噶舉的創建者。
- 唐巴遷波：達瓏噶舉創建者。
- 嘉華林熱巴：竹巴噶舉的創建者。
- 卓貢藏巴甲熱：藏巴噶舉的創建者。
- 桑傑雍騰
- 噶當巴德謝

## 著作
《四面金剛亥母》、《四續釋》、《夢事三種》及《神鬼饒益之隱身術》